# Епоха на джаза
Епохата на джаза (на английски: Jazz Age) е периодът на начално популяризиране на джаз музиката – от началото на 1920-те години до Голямата депресия
Протича главно в Съединените американски щати, но също и в страни като Великобритания и Франция. Джазът води началото си от Ню Орлиънс, щата Луизиана, САЩ, формирайки се като сливане на африкански и европейски музикални влияния. Играе важна роля в цялостната култура на периода, а влиянието му върху популярната култура е чувствително дълго след неговия край.